# 笹井醇一
笹井醇一（ささい じゅんいち，1918年2月13日—1942年8月26日），是“第二次世界大战”（太平洋战争）时期日本海军的战斗机驾驶员。海兵67期。最終階級海軍少佐。

## 经历

### 出生
1918年（大正7年）2月13日，笹井醇一出生于东京青山区，父亲是海军大佐，大西泷治郎中将是他的姨父（大西的妻子與笹井的母親是姐妹）。小时候身体很弱，不过曾是讲道馆柔道二段。因为父亲工作的原因曾经就读于包括“赤坂区青南小学校”（今天的“港區立青南小學校”）在内的六所小学，毕业于“东京府立一中”（今天的“東京都立日比谷高等學校”）。

### 进入海军
1936年（昭和11年）4月，进入了位于广岛县的“海军兵学校”。1939年（昭和14年）7月，从海兵“第六十七期”班毕业，作为“兵科候补生”在“利根”重型巡洋舰上短期服役过。1940年（昭和15年）5月，成为了海军少尉。同年11月，正式成为了“第三十五期”的飞行科学生。1941年（昭和16年）11月，在结束了教程后加入了“台南海军航空队”（台南空）。1941年（昭和16年）12月10日，在太平洋战争正式开战的第三天首次接到了攻击位于菲律宾吕宋岛克拉克空军基地的任务，但是因为引擎故障随即返回了基地。1942年（昭和17年）2月3日，在爪哇岛茅斯帕梯机场的上空首次击落了一架荷属东印度的“布鲁斯特”F2A“水牛”。2月18日，同样在爪哇岛击落了一架“柯蒂斯·莱特”P－40E“战斧”。笹井在自己的寝室里保留了一张源义经的图片。

### 新几内亚

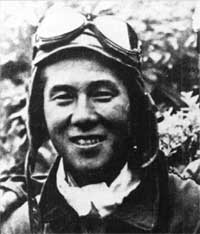
1942年8月左右，穿着飞行装备的笹井醇一。

1942年（昭和17年）4月，部队开始在新几内亚东部的莱城附近运作。当时“台南空”的笹井中队里拥有多名优秀驾驶员，包括坂井三郎，西泽广义，太田敏夫，本田敏秋，羽藤一志，远藤桝秋等。作为早已经历过“第二次中日战争”的坂井教给了这个后辈不少飞行格斗技巧。笹井自己则非常不满于当时海军中对于军官与下级之间极其严格的阶级系统，坂井在自己的回忆录中曾经写到“当时海军的规矩不允许上级指挥官和下属形成朋友关系、不过笹井却不同···太田、西泽和我一次在对方的基地作了飞行表演后、对方后来送来了一张纸条、笹井把我们三个叫了过去并且严厉的斥骂了我们、虽然我们都感觉得到其实他内心也很高兴”。1942年（昭和17年）4月18日，笹井在拉包尔周围击落了一架“马丁”B-26“掠夺者”。5月4日，在一次攻击莫尔兹比港的任务中，在二十秒内击落了三架“贝尔”P－39“空中眼镜蛇”。5月25日，在巴布亚新几内亚的莱城上空击落了一架“北美航空”B－25“米切尔”。6月16日，在莫尔兹比港附近击落了两架P－39“空中眼镜蛇”。6月25日，再次击落了数架。7月11日，笹井的十二架“零战”从拉包尔掩护着二十一架轰炸机装备袭击莫尔兹比港，途中遇到了六架“波音”B－17“空中堡垒”，笹井向自己的联队指示先向“空中堡垒”攻击，但是在未能击落任何敌机的情况下，自己则损失了一架“零战”，而早已飞向莫尔兹比的己方轰炸机却在遭到了对方的拦截后使得整个攻击任务失败，笹井在回到基地后受到了处罚。坂井曾写到当时笹井的决策确实很不妥善，但是部队里的不少驾驶员都非常想向不停骚扰他们营地的“空中堡垒”们复仇。8月2日，笹井以迎面攻击的方式终于击落了一架B－17“空中堡垒”。

### 拉包尔
1942年（昭和17年）8月3日，部队被重新转移到了位于新不列颠岛的拉包尔，因为当时缺少如DDT等有效的杀虫剂，使得不少人都得上了热带病状。8月7日，为了缓止敌军在瓜达尔卡纳尔岛的登陆，部队里的十七架“零式战斗机”（另外一架因为起落架问题在起飞后就返回了）和二十七架“一式陆上攻击机”准备了袭击。途中遇到了来自“萨拉托加”，“企业”和“胡蜂”号航空母舰的十八架“格鲁曼”F4F“野猫”和十六架“道格拉斯”SBD“无畏”的拦截。最终对方数架飞机被击落，笹井也在这次战斗中击落了几架来自“企业号”的F4F“野猫”。坂井三郎则在当天追击数架敌机的过程中把一支由八架“格鲁曼”TBF“复仇者”组成的轰炸机群误认为是战斗机，在受到对方后部机关枪的攻击后受到了重伤，回到了日本本土做了眼科手术，在回去前笹井送给了他自己的“老虎头”皮带扣。

### 最后的出击

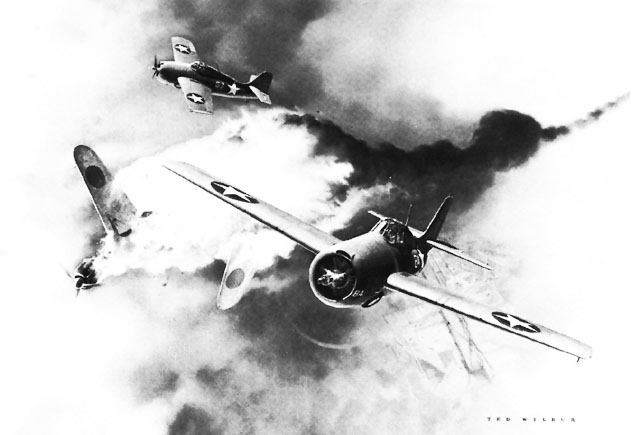
一架在“亨德森机场”被击落的“零战”。

此时从驻扎在拉包尔的基地飞到瓜达尔卡纳尔岛需要将近七小时到八小时半的航程（二千多公里）。1942年（昭和17年）8月14日，笹井在拉包尔给家里写了最后一份信。8月20日，美国海军陆战队开始使用在瓜达尔卡纳尔岛上的亨德森机场，这一举措迅速改变了当地的制空形势。8月21日，笹井中队的六架“零战”编队在所罗门群岛的萨沃岛附近四千米高空遇到了四架陆战队的F4F“野猫”，笹井的部队利用自己一百五十多米的高度优势攻击了敌机，虽然四架“野猫”都中弹，但都成功的向瓜达尔卡纳尔岛撤离，而笹井的编队因为回程燃料不足等因素未继续追击。1942年（昭和17年）8月22日，他的战绩达到了二十七架，此后的几天里部队连续收到了出击任务，却又多次因为天气不良等原因返回了基地，笹井的身体也开始渐渐出现了疲劳等症状。8月26日，作为笹井的第七十六次任务，他指挥的九架“零战”掩护了十七架轰炸机再次袭击了瓜达尔卡纳尔岛，并且受到了十二架“野猫”的阻截。在经过敌方基地时，笹井飞向了一架正准备着陆的F4F“野猫”，敌方在看到笹井的零战后迅速抬起了机头與他進行格鬥，最後野貓駕駛員得到了一個短暫的射擊窗口，六挺装有.50 BMG燃烧弹的机关枪使得笹井的零战在海滩上数百名士兵的注视中解体，终年二十四岁。击落笹井的驾驶员很有可能为美国海军陆战队的第一位王牌飞行员马里昂·尤金·卡尔（隶属“VMF－223”联队，一共击落了十八点五架敌机）。战后，卡尔担任过教官，而因为此事，他也多次告诉学生们在飞机降落前永远不要放松警惕。

### 别名
因为在“海军兵学校”培训时期的好斗心，周围的人则把他取名为“軍雞”。而随后又因为他相对帅气的相貌，作风和战绩，被冠名为了“拉包尔的贵公子”和“拉包尔的里希特霍芬”。

## 相关项目
- 坂井三郎
- 岩本彻三
- 西泽广义
- 太田敏夫
- 台南海军航空队